# Белехово (Вологодская область)
Белехово — деревня в Бабушкинском районе Вологодской области.
Входит в состав Миньковского сельского поселения, с точки зрения административно-территориального деления — в Великодворский сельсовет.
Расстояние до районного центра села имени Бабушкина по автодороге — 62 км, до центра муниципального образования Миньково по прямой — 27 км. Ближайший населённый пункт — Малышево.
Население по данным переписи 2002 года — 56 человек (31 мужчина, 25 женщин). Всё население — русские.
В Белехово расположены памятники архитектуры усадьба Поспеловой (жилой дом, амбар, колодец) и амбар-мангазея.